# Xã Cadron, Quận Van Buren, Arkansas
Xã Cadron (tiếng Anh: Cadron Township) là một xã thuộc quận Van Buren, tiểu bang Arkansas, Hoa Kỳ. Năm 2010, dân số của xã này là 160 người.